# Chioneosoma corporaali
Chioneosoma corporaali är en skalbaggsart som beskrevs av Vladimir Balthasar 1935. Chioneosoma corporaali ingår i släktet Chioneosoma och familjen Melolonthidae. Inga underarter finns listade i Catalogue of Life.